# Paul Keita
Pour les articles homonymes, voir Keita.
Paul Keita, né le 23 juin 1992 à Dakar au Sénégal, est un footballeur sénégalais. Il évolue actuellement à Waasland-Beveren au poste de milieu défensif.

## Biographie

### En club

#### Chez les jeunes
Chez les jeunes, Paul Keita joue pour l'équipe sénégalaise de l'AS Douanes et l'équipe portugaise du SL Benfica.

#### Débuts au PAS Giannina
Keita commence sa carrière professionnelle en 2010 avec le PAS Giannina, club de Football League. Ses débuts professionnels pour le PAS Giannina se soldent par une victoire 3-1 sur le SFK Pierikos le 11 octobre 2010. Titulaire régulier avec le PAS Giannina lors de la saison 2010-2011, il joue 29 matchs de championnat et aide le club à monter en Superleague Elláda. Cependant, il joue de moins en moins au cours des trois saisons suivantes. Bien qu'il ait joué 24 matchs de championnat au cours de la saison 2012-2013, il n'est titulaire que neuf fois.

#### Vers l'AEL Kallonis
En janvier 2014, il signe avec l'AEL Kallonis et participe à douze matchs dans son nouveau club avant la fin de la saison.

#### Atromitos FC
Le 16 janvier 2016, Keita signe un contrat de deux ans et demi avec l'Atromitos FC.

#### Brefs passages et départ de la Grèce
Fin janvier 2017, Kaita signe pour l'AOK Kerkyra mais il est libéré le 3 mars 2017.
Libre de tout contrat, il quitte la Grèce et signe en juillet 2017 pour le club hongrois du Mezőkövesd-Zsóry SE.

#### Arrivée en Belgique
Libéré en février 2018 par le Mezőkövesdi SE, il s'engage en avril 2018 avec le club belge de Waasland-Beveren. Ce transfert vers le club belge entre en compte pour la saison 2018-2019.

### En équipe nationale
Paul Keita joue avec l'équipe du Sénégal des moins de 17 ans puis évolue avec les moins de 20 ans.